# Vapor Galí
El Vapor Galí era un edifici industrial del centre de Terrassa (Vallès Occidental), del que només es conserva la xemeneia, catalogada com a bé cultural d'interès local.

## Història
Va ser fer construir el 1881 per l'industrial Antoni Galí i Coma, amb l'objectiu de llogar les instal·lacions i la força motriu a d'altres fabricants. Va comptar amb la col·laboració tècnica de Francesc Giralt, introductor a la ciutat d'algunes de les primeres aplicacions de l'electricitat, així com el suport de Joan Vinyals.
El 1990, arran de la crisi del sector tèxtil, l'última empresa que l'ocupava, Tintoreria Doré SA, de tints i acabats, va fer fallida i la fàbrica va quedar abandonada. Anys després, seriau enderrocada i a l'extens solar que ocupava s'hi va construir el complex residencial Nou Vapor Galí, obra del despatx d'arquitectes Cirici & Bassó (2001), on enmig del pati interior s'hi aixeca la xemeneia. Per sota del conjunt d'edificis, dins el mateix solar, s'hi va edificar també l'IES Montserrat Roig.

## Descripció
Constava de tres grans naus, separades per passadissos, amb façana al carrer de Sant Leopold, i tres naus més que donaven al de Cervantes. Les obertures eren, en general, d'arc rebaixat. El conjunt va anar experimentant diverses modificacions en funció de les necessitats d'ús.

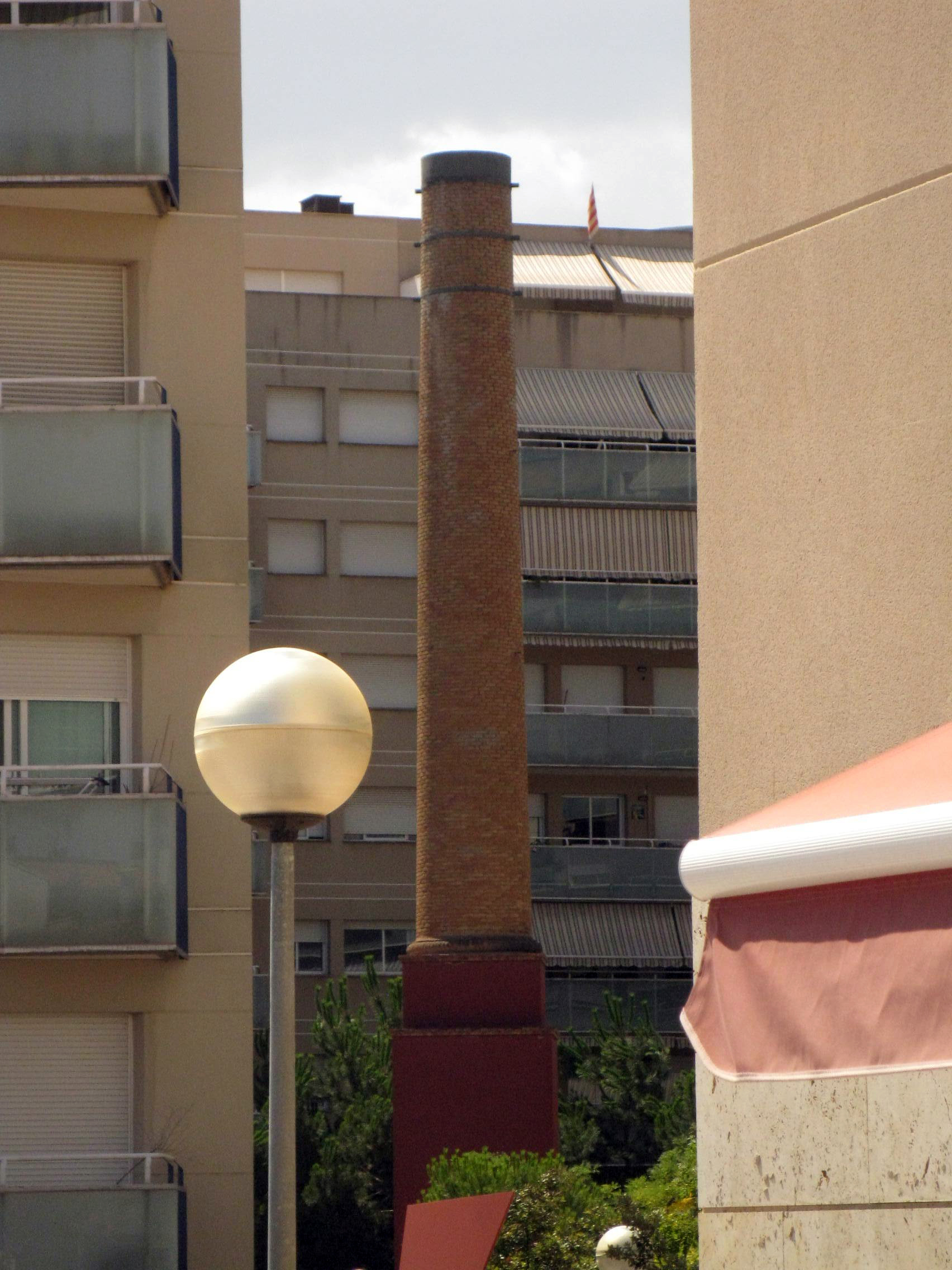
Detall de la xemeneia, entrevista des del passeig de les Lletres, nova denominació de la part alta del carrer de Sant Llorenç

### Xemeneia
L'únic vestigi conservat de l'antic vapor és la xemeneia troncocònica, construïda amb maó vist, de base quadrada i el coronament escapçat sense acabament, amb el fust protegit per dalt amb cèrcols metàl·lics. Té una alçada total de 25 m i un diàmetre a la base de 2 m. A la dècada del 1970 se'n va reconstruir la part superior.